# Bulduq
Bulduq är en ort i Azerbajdzjan.   Den ligger i distriktet Sabirabad Rayonu, i den sydöstra delen av landet, 110 km väster om huvudstaden Baku. Antalet invånare är 1 797.
Terrängen runt Bulduq är mycket platt. Närmaste större samhälle är Sabirabad, 14,3 km väster om Bulduq.
Trakten runt Bulduq består till största delen av jordbruksmark. Runt Bulduq är det ganska tätbefolkat, med 80 invånare per kvadratkilometer.